# Türkisches Dreieck
Das türkische Dreieck ist ein Bauelement zur Überleitung vom quadratischen Grundriss eines Raumes zum Fußkreis einer Kuppel. 
Dabei werden die oberen Ecken des kubischen Raumes mit pyramidenförmig auskragenden Mauersegmenten aufgefüllt, sodass das Quadrat in ein Achteck überführt wird, auf dessen Begrenzungslinien die Kämpfer der Kuppel ruhen. Durch mehr als vier türkische Dreiecke über- oder nebeneinander kann auch in ein Sechzehn- oder Achtundzwanzigeck übergeleitet werden. 
Das türkische Dreieck kam vor allem in der osmanischen und indo-islamischen Architektur neben der Trompe mit Muqarnas und dem Pendentif zum Einsatz.